# 시드니 킹즐리
시드니 킹즐리(Sidney Kingsley, 1906년 10월 22일 ~ 1995년 3월 20일)는 미국의 극작가다.
그는 30년대의 총아(寵兒)였다. 의사라는 직업과 사생활과의 갈등을 취급한 처녀작 <백의(白衣)의 사람들>(1933), 뉴욕 슬럼가 어린이들의 불량화의 필연성을 사회적 견지에서 묘출한 <데드 엔드>(1935)는 당시의 대표적 작품이다. 후기의 대표작으로는, 경찰 그 자체를 무대로 하여 신분을 다면적(多面的)으로 처리한 작품 <탐정이야기>(1949)나 아서 쾨슬러의 소설을 각색한 <대낮의 암흑> 등의 작품이 있다. 최근작으로는 <밤의 생활>(1962)이 있지만 실패작이었다.